# Solanum phaseoloides
Solanum phaseoloides är en potatisväxtart som beskrevs av Pol. Solanum phaseoloides ingår i släktet skattor som ingår i familjen potatisväxter. Inga underarter finns listade i Catalogue of Life.